# Виппердорф
Виппердорф (нем. Wipperdorf) — община в Германии, в земле Тюрингия. 
Входит в состав района Нордхаузен. Подчиняется управлению Хайнлайте.  Население составляет 1442 человека (на 31 декабря 2010 года). Занимает площадь 18,11 км².
Община подразделяется на 3 сельских округа.